# マルモイ ことばあつめ
『マルモイ ことばあつめ』（朝: 말모이）は、2019年に韓国で公開された歴史映画。朝鮮語の使用が規制されていた日本統治時代の朝鮮半島で実際に起きた朝鮮語学会事件を基に、朝鮮語の辞書を出版するために奮闘した人々の姿が描かれている。映画『タクシー運転手 約束は海を越えて』の脚本家であるオム・ユナの長編映画監督デビュー作であり、脚本もオムが担当。主演は、ユ・ヘジン、ユン・ゲサン。
日本では2020年3月8日に第15回大阪アジアン映画祭で上映され、同年5月22日から本公開予定であったが、新型コロナウイルスの影響で、7月20日公開となった。

## ストーリー
1940年代、日本統治下の朝鮮半島・京城（現：韓国・ソウル）。窃盗などで生計を立てていたお調子者のパンス（ユ・ヘジン）は、息子ドクジンの中学の授業料を払うためにジョンファン（ユン・ゲサン）の鞄を盗む。ドクジンも通う京城第一中学校の理事長を務める親日派の父を持つ裕福な家庭の息子であるジョンファンは、失われていく民族の言語を守るため、父に秘密で朝鮮語の辞典を創作しようとしていた。日本統治下の朝鮮半島では朝鮮語の使用が規制されており、話す言葉や名前すらも日本式に変えざるを得ない時代だったのだ。
一方のパンスはそもそも学校に通ったことがなく、母国語である朝鮮語の読み書きすら知らない非識字者であった。朝鮮語学会（現：ハングル学会）代表のジョンファンと出会ったパンスは、辞典作りを通して母国の言葉の大切さを知り、仲間たちと共に各地の方言などあらゆる言葉を集めていく。しかし、朝鮮総督府による弾圧はますます激しさを増していく。

## キャスト
※括弧内は日本語吹替
- キム・パンス：ユ・ヘジン（高橋ちんねん）
- リュ・ジョンファン：ユン・ゲサン（福里達典）
- チョ・ガプイン先生：キム・ホンパ（朝鮮語版）（西垣俊作）
- イム・ドンイク：ウ・ヒョン（朝鮮語版）（御子神孝次）
- パクフン：キム・テフン（朝鮮語版）（庄司然）
- ク・ジャヨン：キム・ソニョン（笹島かほる）
- ミン・ウチョル：ミン・ジヌン（朝鮮語版）（水野駿太郎）
- リュ・ワンテク：ソン・ヨンチャン（朝鮮語版）
- 上田：ホ・ソンデ（朝鮮語版）
- チャン・ジュンサム：イ・ソンウク（朝鮮語版）
- パク・ポンドゥ：チョ・ヒョンチョル
- キム・ドクジン：チョ・ヒョンド（朝鮮語版）
- キム・スンヒ：パク・イェナ
- 済州島の教師：イ・ジョンウン ※友情出演
- 本屋の郵便配達員：チェ・グィファ ※友情出演
- 眼鏡屋の社長：ユン・ギョンホ ※友情出演
- 中学時代のスンヒ：ユ・ウンミ ※友情出演
- チョ・ガプユン夫人：イェ・スジョン ※特別出演
- キム・ドゥボン：ユ・ジェミョン ※特別出演
- 成人したドクジン：キム・ドンヨン ※特別出演